# 奧列利湖
奧列利湖是俄羅斯的大型淡水湖，位於哈巴羅夫斯克邊疆區內黑龍江左岸，長27公里、闊11公里，面積314平方公里（水位低時面積減少至280平方公里），最大深度約3.8米。